# Zweifamilienhaus Heinrich Wentzel
Das Zweifamilienhaus für den Diplom-Ingenieur Heinrich Wentzel liegt in der Bodelschwinghstraße 10 im  Stadtteil Niederlößnitz der sächsischen Stadt Radebeul. Das unter Denkmalschutz stehende Zweifamilienhaus wurde 1938/1939 von dem Radebeuler Architekten Albert Patitz entworfen und durch das Bauunternehmen Otto und Franz Trobisch errichtet. Der Entwurf ähnelt dem etwa zeitgleich vom selben Architekten entworfenen Zweifamilienhaus Karl Hebenstreit.

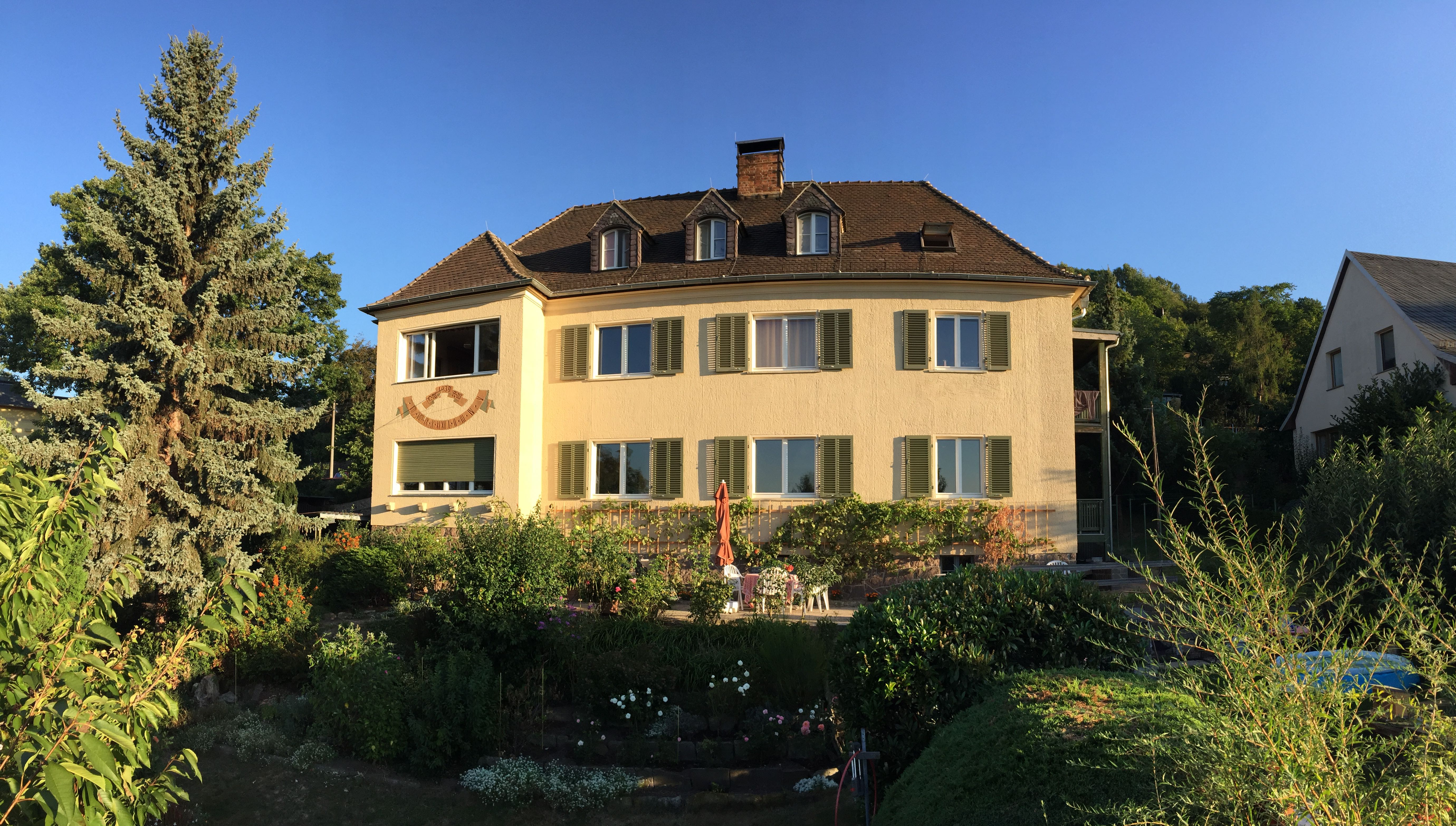
Zweifamilienhaus Heinrich Wentzel nach der Putzsanierung 2016

## Beschreibung
Das zweigeschossige Zweifamilienhaus liegt auf einem Eckgrundstück zur Oberen Bergstraße. Der Putzbau steht auf einem Bruchsteinsockel. Er hat ein steiles, ausgebautes Walmdach mit Ziegeldeckung, in dem sich Giebelgauben befinden. Die teils hochrechteckigen, teils quadratischen Fenster werden durch Klappläden eingefasst.
In der längeren Gartenansicht nach Süden steht links ein Seitenrisalit mit Walmdach. Außerdem findet sich ein Sgraffito des Malers Hermann Glöckner, das eine Wandsonnenuhr darstellt, dazu die Initialen der Bauherren EW und HW nebst der Datierung 1939 der Fertigstellung.

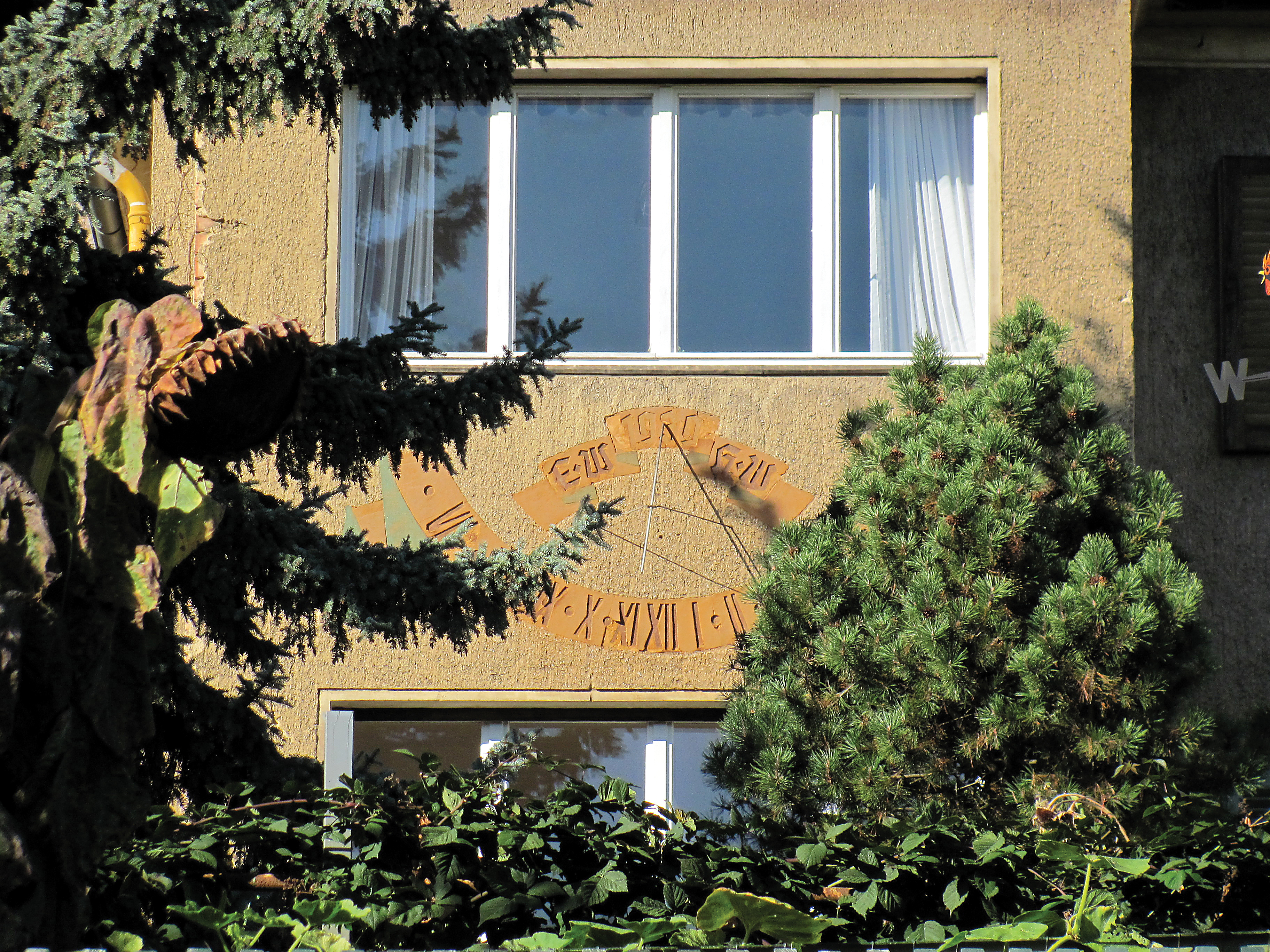
Zweifamilienhaus Heinrich Wentzel: Sonnenuhr (2012)
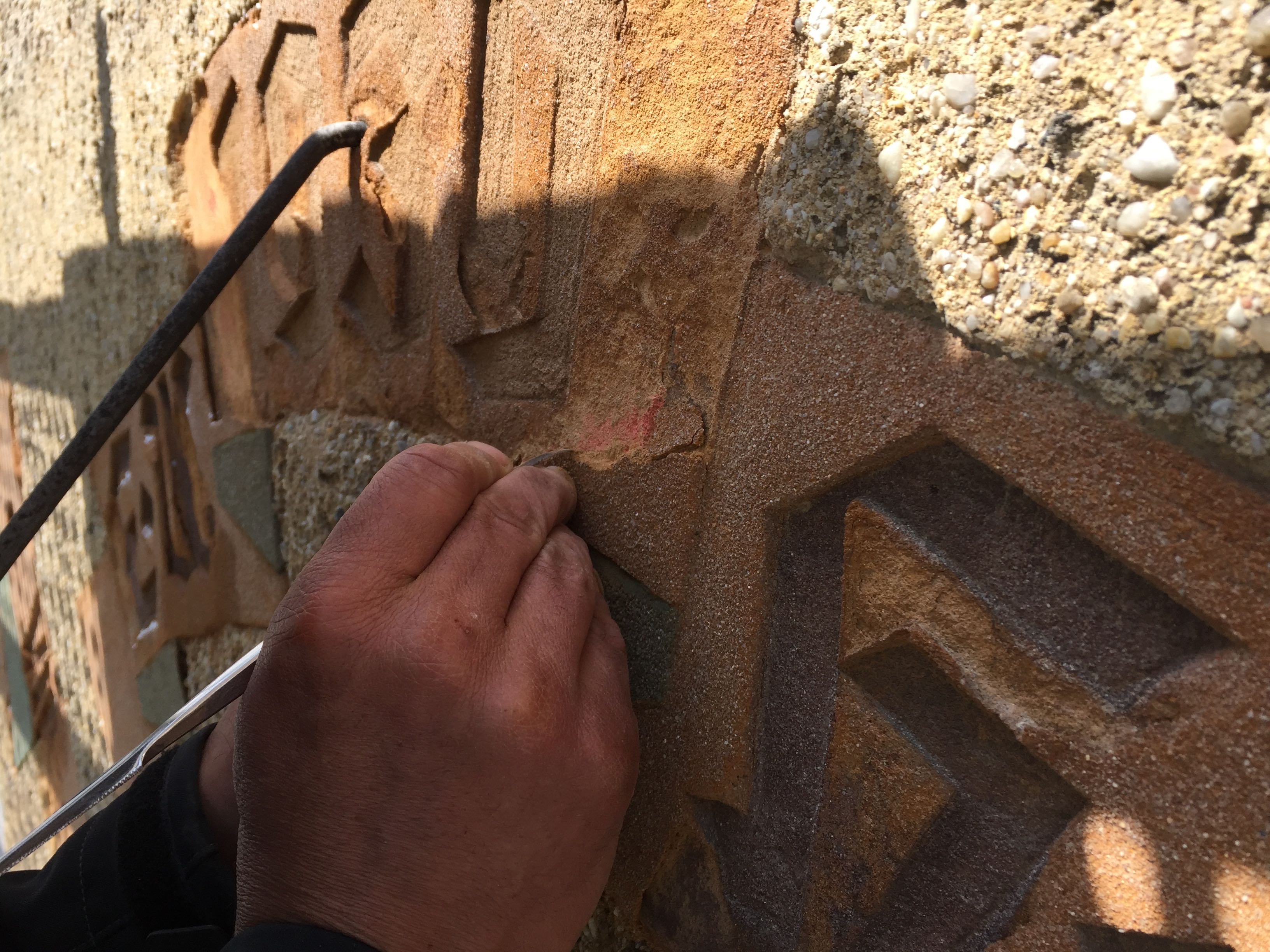
Restaurierung des Putzschnitts
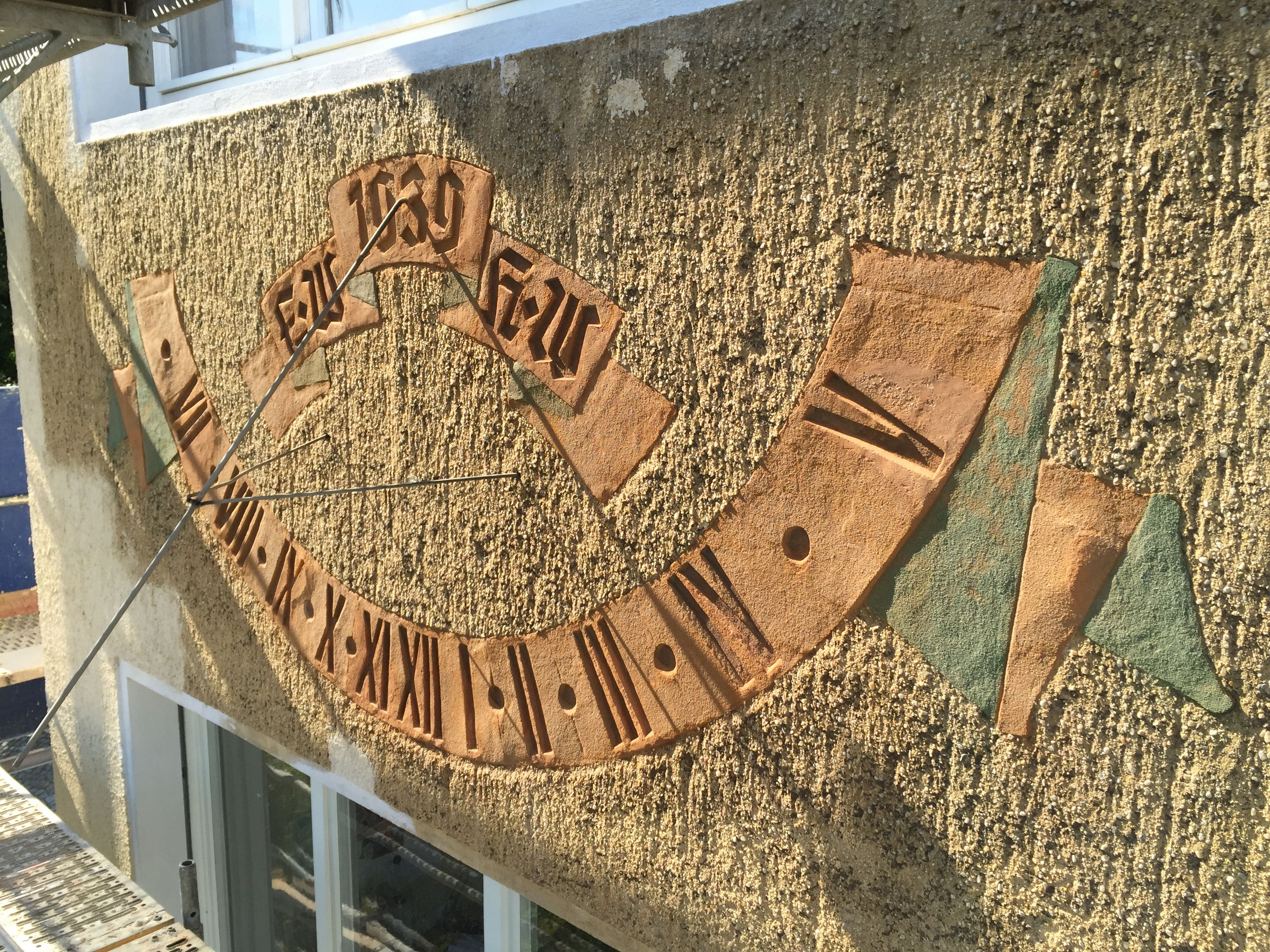
Restaurierter Putzschnitt, Sonnenuhr mit Originalputz (ungestrichen)
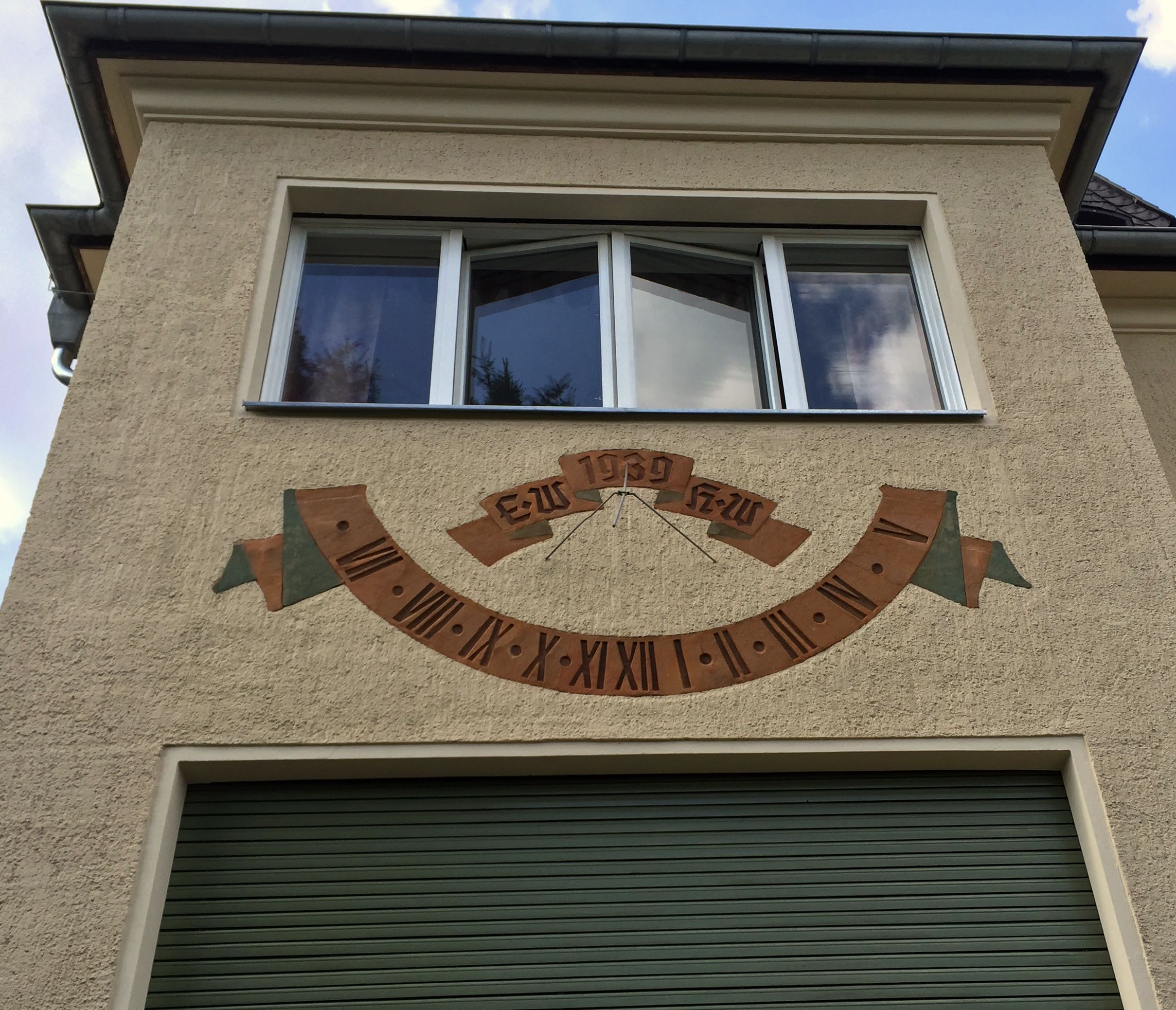
Restaurierter Putzschnitt, Sonnenuhr mit gestrichenem und teils erneuertem Putz (2016)

Das Anwesen liegt im Denkmalschutzgebiet Historische Weinberglandschaft Radebeul.